# Rendez-vous à l'angle des rues de Belleville et Julien Lacroix
Rendez-vous à l’angle des rues de Belleville et Julien Lacroix est une œuvre de l'artiste français Jean Le Gac. Créée en 1986, il s'agit d'une fresque représentant un détective en chasse, située à Paris, en France.

## Description
L'œuvre est une fresque monumentale représentant un homme ayant un genou à terre et tenant un feuille de papier blanche marquée d'une croix noire dans sa main droite. L'auteur a légendé l'œuvre ainsi : « Habitué au style allusif du peintre, le jeune détective comprit que le message lui indiquait de continuer la poursuite par la rue Julien Lacroix. »

## Localisation
L'œuvre est située sur un mur d'immeuble de la place Fréhel, à l'intersection de la rue de Belleville et de la rue Julien-Lacroix dans le 20e arrondissement de Paris. Cette place compte trois autres œuvres d'art : Un carré pour un square de Jean-Max Albert, un cône de Marie Bourget et Il faut se méfier des mots de Ben.

## Artiste
Jean Le Gac (né en 1936) est un artiste français.